# Melybia
Melybia is een geslacht van kreeftachtigen uit de klasse van de Malacostraca (hogere kreeftachtigen).

## Soort
- Melybia thalamita Stimpson, 1871